# Christian Simon
Pour les articles homonymes, voir Simon.
Christian Simon, né le 22 juillet 1937 à Paris, est un acteur français.

## Biographie
Il commence sa carrière en 1945 alors qu'il a 8 ans et obtient des rôles de petits garçons jusqu'au début des années 50. Il se fait remarquer pour son rôle de Cri-cri dans Les Portes de la nuit de Marcel Carné, il adoptera alors le nom d'acteur de Cri Cri Simon dans plusieurs films, mais il ne pourra pas par la suite poursuivre avec succès sa carrière d'acteur.

## Filmographie
- 1945 : Le Bataillon du ciel d'Alexandre Esway : un garçon (non crédité)
- 1946 : Les Portes de la nuit de Marcel Carné : Cri-cri
- 1947 : Voyage Surprise de Pierre Prévert : Pierrot Duroc
- 1947 : L'Arche de Noé de Henri Jacques
- 1948 : Madame et ses peaux-rouges de Yves Ciampi
- 1948 : Berlin Express de Jacques Tourneur
- 1949 : Le Bal des pompiers de André Berthomieu : Marceau
- 1949 : Plus de vacances pour le Bon Dieu de Robert Vernay
- 1950 : Amédée de Gilles Grangier
- 1950 : Les Anciens de Saint-Loup de Georges Lampin : Ernest (non crédité)
- 1950 : Souvenirs perdus de Christian-Jaque : sketch 4, le petit Raoul.
- 1951 : Passion de Georges Lampin : Christian
- 1952 : Poil de Carotte de Paul Mesnier : Poil de Carotte.